# Pheidole arcifera
Pheidole arcifera är en myrart som beskrevs av Santschi 1925. Pheidole arcifera ingår i släktet Pheidole och familjen myror. Inga underarter finns listade i Catalogue of Life.